# Jean-Luc Plouvier
Pour les articles homonymes, voir Plouvier.
Jean-Luc Plouvier est un pianiste belge né en 1963, responsable artistique de l'ensemble Ictus depuis 1994.

## Biographie
Jean-Luc Plouvier a étudié le piano et la musique chambre au Conservatoire royal de Mons. Comme pianiste, il a créé des œuvres de Thierry De Mey, Brice Pauset et Philippe Boesmans. Il enseigne la "Musique et la Culture" à l'Institut Marie Harp. Il a écrit de la musique pour la scène en travaillant avec des chorégraphes tels que Anne Teresa De Keersmaeker, Nicole Mossoux, Iztok Kovač et Johanne Saunier.